# Bánáti sáfrány
A bánáti sáfrány vagy bánsági sáfrány (Crocus banaticus) a nősziromfélék (Iridaceae) családjába tartozó sáfrány (Crocus) nemzetség egyik ősszel virágzó faja.

## Elterjedése, élőhelye
A Balkán-félsziget, Ukrajna, Szerbia, Romániában pedig Erdély endemikus növénye. Élőhelyei a hegyvidéki völgyek és lombhullató erdők.

## Megjelenése, jellemzői
10-12 centiméter magasra nő. Hat lilás lepellevele közül a belső három feleakkora, mint a külsők. Sötét, kékeslila bibéje számos finom szálú sallangra oszlik. Porzói sárgák.
Szeptembertől novemberig virágzik. Termést a következő év tavaszán hoz. Levelei is akkor láthatók.
Fehér színváltozata is ismert.